# Botswana na Letnich Igrzyskach Olimpijskich 2020
Botswana na Letnich Igrzyskach Olimpijskich 2020 – występ kadry sportowców reprezentujących Botswanę na igrzyskach olimpijskich, które odbyły się w Tokio w Japonii, w dniach 23 lipca-8 sierpnia 2021 roku.
Reprezentacja Botswany liczyła trzynaścioro zawodników – ośmiu mężczyzn i pięć kobiet, którzy wystąpili w 4 dyscyplinach.
Był to jedenasty start tego państwa na letnich igrzyskach olimpijskich.

## Zdobyte medale
| Medal | Zawodnik                                               | Dyscyplina    | Konkurencja                      | Rezultat | Data       |
| ----- | ------------------------------------------------------ | ------------- | -------------------------------- | -------- | ---------- |
| Brąz  | Isaac Makwala Bayapo Ndori Zibane Ngozi Baboloki Thebe | Lekkoatletyka | Sztafeta 4 × 400 metrów mężczyzn | 2:57.27  | 7 sierpnia |

## Skład reprezentacji

### Boks
| Zawodnik          | Konkurencja          | 1/16                      | 1/8              | Ćwierćfinał      | Półfinał         | Finał            | Finał   |
| Zawodnik          | Konkurencja          | Przeciwnik Wynik          | Przeciwnik Wynik | Przeciwnik Wynik | Przeciwnik Wynik | Przeciwnik Wynik | Miejsce |
| ----------------- | -------------------- | ------------------------- | ---------------- | ---------------- | ---------------- | ---------------- | ------- |
| Rajab Mahommed    | waga musza mężczyzn  | Yuberjen Martínez P 0-5   | NQ               | NQ               | NQ               | NQ               | NQ      |
| Keamogetse Kenosi | waga piórkowa kobiet | Karriss Artingstall P 0-5 | NQ               | NQ               | NQ               | NQ               | NQ      |

### Lekkoatletyka
Konkurencje biegowe
| Zawodnik                                               | Konkurencja        | Eliminacje | Eliminacje | Półfinał | Półfinał | Finał   | Finał   |
| Zawodnik                                               | Konkurencja        | Wynik      | Miejsce    | Wynik    | Miejsce  | Wynik   | Miejsce |
| ------------------------------------------------------ | ------------------ | ---------- | ---------- | -------- | -------- | ------- | ------- |
| Isaac Makwala                                          | 400 m (m)          | 44.86      | 1.         | 44,59    | 3.       | 44,94   | 7.      |
| Leungo Scoth                                           | 400 m (m)          | 45,32      | 4.         | 45,56    | 5.       | NQ      | NQ      |
| Nijel Amos                                             | 800 m (m)          | 1:45.04    | 1.         | 2:38.49  | 8.       | 1:46.41 | 8.      |
| Isaac Makwala Bayapo Ndori Zibane Ngozi Baboloki Thebe | sztafeta 4x400 (m) | 2:58.33    | 2.         | —        | —        | 2:57.27 | brąz    |
| Christine Botlogetswe                                  | 400 m (k)          | 53.99      | 8.         | NQ       | NQ       | NQ      | NQ      |
| Galefele Moroko                                        | 400 m (k)          | 55.89      | 6.         | NQ       | NQ       | NQ      | NQ      |
| Amantle Montsho                                        | 400 m (k)          | DNF        | DNF        | NQ       | NQ       | NQ      | NQ      |

### Pływanie
| Zawodnik      | Konkurencja        | Eliminacje | Eliminacje | Półfinał | Półfinał | Finał | Finał   |
| Zawodnik      | Konkurencja        | Czas       | Miejsce    | Czas     | Miejsce  | Czas  | Miejsce |
| ------------- | ------------------ | ---------- | ---------- | -------- | -------- | ----- | ------- |
| James Freeman | 200 m dowolnym (m) | 1:52.87    | 37.        | NQ       | NQ       | NQ    | NQ      |
| James Freeman | 400 m dowolnym (m) | 4:03.10    | 35.        | NQ       | NQ       | NQ    | NQ      |

### Podnoszenie ciężarów
| Konkurencja | Zawodniczka        | Rwanie | Rwanie  | Podrzut | Podrzut | Razem | Pozycja |
| Konkurencja | Zawodniczka        | Wynik  | Pozycja | Wynik   | Pozycja | Razem | Pozycja |
| ----------- | ------------------ | ------ | ------- | ------- | ------- | ----- | ------- |
| do 59 kg    | Magdeline Moyengwa | 70kg   | 13.     | –       | –       | DNF   | DNF     |